# John Illingworth
John Holden Illingworth, né en 1903 et mort en 1980, est un architecte naval britannique, auparavant capitaine dans la Royal Navy.
Régatier, promoteur de la course au large, il a participé à la démocratisation de la course-croisière grâce notamment à la création du "Junior Offshore Group" (JOG).

## Biographie
Avant de dessiner des voiliers il a participé à de nombreuses courses de canot à moteur (avant la guerre) et a remporté de nombreuses coupes. Attiré par la compétition, il s'est mis à régater puis à concevoir des voiliers, principalement destinés aux courses au large.
John Illingworth est officier de la Royal Navy à Hong Kong puis à Malte pendant la Seconde Guerre mondiale. Une fois la paix revenue, il se trouve à Sydney, où il propose de créer une course océanique, ce qui se fait déjà aux États-Unis et en Europe : c'est la Sydney-Hobart qui part le 26 décembre 1945 ; Illingworth est alors skipper de Rami. La course a fêté en 2004 sa 60e édition et part traditionnellement le lendemain de Noël.
Une fois revenu en Angleterre, Illingworth est élu commodore du RORC, le Royal Ocean Racing Club, où il fera la promotion de la course au large. Il s'intéresse à tout ce qui concerne la conception des voiliers de course (plans de coque, construction, aménagements) et en particulier aux plans de voilure et aux gréements, domaine dans lequel il se révèle très novateur et attentif à utiliser au mieux les règles de jauge. Il recommande par exemple les gréements en tête à grand allongement.
En 1947, il modifie le gréement de son voilier Maid of Malham, dessiné en 1937 par le fameux architecte britannique Laurent Giles. Pour augmenter la surface des voiles d'avant et diminuer celle de la grand-voile, il conçoit un gréement dit "en tête" (c'est-à-dire que l'étai de la voile d'avant monte jusqu'en haut du mât), avec un grand triangle avant, ce qui est devenu la norme pour la plupart des monocoques actuels. Ce bateau gagne sa première course et nombre de suivantes. Les idées et le style de Laurent Giles, à qui Illingworth était très lié, auront une influence importante sur toute la création ultérieure de John Illingworth comme architecte naval.
Le voilier Myth of Malham, dessiné également par Laurent Giles selon ses indications, illustre les idées novatrices de John Illingworth en matière d'exploitation de la jauge du RORC et déclenche les critiques lors de sa mise à l'eau : déplacement moyen (qualifié de léger à l'époque) très lesté, gréement en tête élancé avec foc à 150 % de recouvrement, étrave peu inclinée, arrière tronqué, franc-bord important, tonture inversée, tout est à l'opposé de la tendance classique. Olin Stephens le critique sévèrement. Pourtant, ce bateau remporte le Fastnet en temps compensé en 1947 et 1949, et l'Admiral's Cup nouvellement créée en 1957.
En 1948, la Royal Naval Sailing Association lance le monotype à restrictions 24 pieds RNSA  (7,32 m à la flottaison, le minimum de la classe III du RORC) dessiné par Laurent Giles. Avec son bateau, leMinx of Malham, Illingworth remporte le championnat de la classe RNSA 24" en 1949.

### Création du JOG
Le Junior Offshore Group a été fondé en 1950 par John Illingworth pour encourager la navigation en haute mer et la course de port à port avec des voiliers d'environ 5 à 8 m de long. Illingworth remporte avec Wista le championnat du JOG 1954.

### Aeromarine of Emsworth
John Illingworth est directeur de ce chantier naval établi à Emsworth dans le Hampshire, non loin de l'Île de Wight, jusqu'en 1959. Il y construit ses premiers plans, dont le Tiger V Wista dessiné en 1953.

### Illingworth & Primrose
En 1958 John Illingworth ouvre un cabinet d'architecture navale, en association avec le jeune architecte Angus Primrose, et les commandes affluent, en particulier de France. Systématisant la démarche initiée avec Laurent Giles pour Myth of Malham, John Illingworth se spécialise alors dans la conception générale et le dessin du gréement des voiliers de course, exploitant dès les premiers stades de conception tous les avantages que l'on peut retirer des règles de jauge en optimisant les mesures principales du bateau (dimensions et points de mesure définis par les formules de jauge pour calculer la jauge, ou 'rating' d'un voilier de course), tandis qu'Angus Primrose dessine les carènes. L'exploitation systématique des règles de la jauge du RORC conduira à la conception de voiliers dessinés "pour la jauge"; cette tendance sera reprise et amplifiée par une nouvelle génération d'architectes pour la jauge IOR à la fin des années 1960.
La collaboration entre Illingworth & Primrose durera 8 ans.
En 1966, après le départ de Primrose, il poursuit son activité à titre personnel puis se retire en France en 1970 dans l'arrière-pays niçois.

## Le style Illingworth
Il a produit une série de voiliers renommés, construits le plus souvent à l'unité, parfois aussi en petite série, et dont la caractéristique commune est d'allier esthétique classique, aptitude à remonter au vent, plans de pont et emménagements adaptés à la vie en course au large.

### Au près dans la brise
Les créations d'Illingworth & Primrose se révèlent généralement bons marcheurs au près dans la brise, grâce à leur déplacement moyen-lourd, leur raideur à la toile (aptitude à porter de la surface de voilure) venant d'un tirant d'eau important et d'un rapport de lest élevé, leur forte surface anti-dérive et leurs gréements allongés.

### Instabilité au portant
Par contre, dans le cas des configurations avec le safran attaché à la quille, plusieurs de ses modèles se sont montrés instables aux allures portantes par mer formée : Blue Charm, Glénan,, Monk of Malham,
Gipsy Moth IV, le voilier de Francis Chichester.

### Quille et safran
Alors qu'il avait construit des voiliers légers à safran reculé du temps d'Aero Marine, Illingworth a évolué ensuite en sens inverse du mouvement général; il est revenu à la formule classique du safran attaché à la quille. Dans les années 1960 la plupart des architectes ont abandonné cette formule; le célèbre cabinet Sparkman & Stephens est lui aussi passé au safran reculé en 1966. Mais Illingworth persiste à garder cette configuration, et décrit le choix difficile dans lequel il se trouve :"Sous la pression (de la performance), les architectes ont réduit de plus en plus la surface de quille, dans beaucoup de cas de façon excessive... rendant ces yachts impossibles à tenir au portant dans la brise. On a essayé de résister à cette tentation de trop réduire la surface de quille... on doit accepter de sacrifier de la vitesse par petit temps pour avoir une tenue à la mer et une stabilité de route correcte". Comparé au célèbre one tonner Tina, de Dick Carter (1966), son one tonner Maryka semble "d'une conception maintenant dépassée". Il en sera de même pour un de ses derniers dessins, le quarter Tonner Merle of Malham, à quille longue, très lourd et peu voilé.

### De "Course-croisière" (1961) à "Further Offshore" (1969)
Ces deux ouvrages présentent de nombreux plans de voiliers de course-croisière. On peut noter dans l'édition 1969 la suppression de 6 voiliers légers dont 4 à safran reculé (EA, Gypsela, Fandango, Artica II, Black Soo, Blue Charm), et l'ajout de 7 voiliers lourds à safran attaché à la quille (Maïca, Monk of Malham, Quiver IV, Outlaw, Oryx, Maryca, Merle of Malham). Rabbit, vainqueur du Fastnet 1965 et Tina, révélation de la one Ton Cup 1966, marqueurs de l'évolution définitive vers des voiliers plus larges, moins lestés, à quille courte et safran reculé, ne sont pas cités dans ce livre...

### Le contreplaqué
Dès les années 1950, le contreplaqué commence à être de plus en plus utilisé pour les voiliers, notamment en Hollande avec E.G. van de Stadt et en France avec Jean-Jacques Herbulot, puis Philippe Harlé. Illingworth en a compris l'intérêt pour le pont, le roof, les cloisons, etc., mais il n'utilisera pas de contreplaqué pour les coques : "je ne suis pas du tout certain que le contreplaqué ait longtemps du succès pour le bordé de coque où les chocs peuvent avoir des conséquences déplorables"; il continue à faire des coques en formes à retour de galbord avec une technique classique sophistiquée (membrures serrées, double ou triple bordé) dépassée et coûteuse. Il écrit, parlant de déplacements légers : "Bien qu'on puisse partager la crainte des jaugeurs de voir surgir d'invraisemblables engins en contreplaqué".

## Production

### Plans de voilure
Ce sont des plans établis pour des voiliers d'autres architectes navals :
- Maid of Malham, (plan Laurent Giles 1937), modifié en 1947 et 1958[26]
- Myth of Malham (plan Laurent Giles), 1947[27]
- Minx of Malham, type RNSA 24 ft, 9.40 m, plan Laurent Giles construit par Camper et Nicholson, 1949[28]
- Stormvogel, 22,80 m sur plan Van de Stadt et Laurent Giles, 1960[29]
- Bloodhound, 19,30 m acquis par la famille royale britannique en 1962[30]
- Gipsy Moth III, plan Robert Clark, voilier de Francis Chichester modifié pour la deuxième transat anglaise en solitaire (1964)[31]

### Plans Aero Marine
Voiliers dessinés et construits par le chantier Aeromarine of Emsworth, sous la direction d'Illingworth :
- Billy Budd, série Tiger Moth, 1952[32]
- Wista, série "Tiger V", 7,31 m JOG, 1954[33],[34]
- Mouse of Malham, 9,76 m, déplacement léger, 2,4 t, 1955[35]
- Artica II, yawl de 12,80 m, déplacement léger (5,5 t), 1956[36]

Tous ces voiliers sont de type déplacement léger, à quille courte et safran séparé.

### Plans Illingworth et Primrose
Parmi ses voiliers les plus connus on peut citer, dans le type léger à safran séparé, :
- la série Toby Jug, construit en contreplaqué chez Sibma-Navale, 1964[37]
- Tiger JOG, 6,93 m, construite en stratifié chez Massilia, choisi par Jean Lacombe[38]

et dans le type lourd à quille longue :
- Belmore, 11,12 m, construit en 1958 par Aeromarine[39],[40]
- Maïca, 10,05 m, 5,3 t, prototype, safran au tableau arrière, 1959[41]
- Mélusine II, 14,80 m ketch, construit en 1959 chez Hervé à la Rochelle[42],[43]
- Maïca à voute, construit en série notamment aux CMN[Note 8], à Cherbourg, 1960[44]
- Blue Charm, 9.22 m, construit chez Souter en 1960[45],[46],[47]
- Brigantine, 6,5 t, (Maïca modifié) classe II du RORC construit chez Craff à Bénodet, 1962
- Gerfaut, classe II du RORC construit chez Pichavant à Pont l'Abbé[48]
- Glénan (construit par le chantier Stéphan de Concarneau pour le Centre Nautique du même nom), 1961[49]
- Esquirol, classe II du RORC, 11,85 m, construit chez Craff en 1961[50],[51]
- la série Ten-Ten, 10,10 m, 1963[52]
- la série Top-Hat, 7,65 m en bois puis en stratifié, 1963[53]
- Alpa 7, construit en série chez Alpa Yachts en Italie à partir de 1963
- Outlaw, classe I du RORC, 14,78 m, 1963[54]
- La série Quarante Pieds Illingworth & Primrose (Super Maïca), construits aux CMN[55] (5 exemplaires): Primevère[56], Alvena, Mirella II, Corina[57], et Lotus 12,19 m[58]
- Concerto III, dériveur lesté de 12 m, construit en acier à La Perrière[59]
- Green Highlander, 9,66 m construit en bois par Souter à Cowes en 1965
- Chin Blu III, 12,70 m construit en acajou par San Germani en Italie en 1965
- Monk of Malham, 12,38 m, 1965[60]
- Alpa 9 (1965)[61]
- Adax 13,36 m, dériveur lesté[62]
- Sari, de la série Fabius 10,68 m, construit en aluminium chez ACNAM (France)[63]
- Fantasia et Prunella, 12.38 m, 1966, construits chez Craff à Bénodet[64]
- Oryx, classe I, 1966[65],[66]
- MORCA, 7,67 m, bois moulé, quille longue + dérive, transportable[67]
- Maryca, 10,14 m, one tonner, 1966 (renommé Arabel III)[68]
- Gipsy Moth IV (construit pour le tour du monde en solitaire de Sir Francis Chichester), 1966[69],[70]
- Toquade, 8,73 m, 1966, construit en stratifié chez Massilia
- Merle of Malham, 8,07 m, quarter tonner "lourd", 1967[71]
- La fille du vent, 9,52 m, 1968, construit en bois aux CN Malouines[72]
- Alpa 11 (1968), Alpa 8 (1974), Alpa 1150 (1975) chez Alpa Yachts en Italie.

## Publications
- Offshore, Illingworth, J. H., Robert Ross & Co. Ltd., Southampton, 1949 (première édition) - 1963 (cinquième édition)
- Course-croisière (traduction en français de Offshore en 1961), Éditions du Compas, Paris, 1963; ouvrage sur l'architecture navale et la course au large.
- Further offshore - Ocean Racing, Fast Cruising, Modern Yacht Handling and Equipment, Illingworth, Captain J. H., Adlard Coles, London. 1969 (sixième édition de Offshore, réimprimée en 1972 et 1976).
- The Malham Story, Nautical Publishing Company, Lymington, 1972; livre plus autobiographique.
- La Coupe de l'America - (Twenty Challenges for the America's Cup) Traduction Florence Herbulot - Édition Robert Laffont - 1969
- Where seconds count - Adlard Coles Ltd, 1958. Yacht racing lessons from the Défender Trials and the America's Cup Races - 1958.